# Ferrovia Savski Marof-Zagabria
La ferrovia Savski Marof-Zagabria (Pruga državna granica–Savski Marof-Zagreb Glavni kolodvor in croato), ufficialmente denominata ferrovia M101, è una linea ferroviaria croata che unisce la capitale Zagabria con la frontiera slovena. Oltreconfine prosegue verso la capitale slovena Lubiana come ferrovia Lubiana-Dobova. 
La ferrovia forma parte del corridoio paneuropeo X che unisce la città austriaca di Salisburgo con il porto greco di Salonicco.

## Storia
La ferrovia, che originariamente univa Zidani Most a Sisak, fu aperta al traffico nel 1862.

## Percorso
| Unknown route-map component "dCONTg" | Unknown route-map component "d" |

| Unknown route-map component "GRZq" + Restricted border on track | Unknown route-map component "d" |

| Unknown route-map component "dWASSERq" | Unknown route-map component "hKRZWae" | Transverse water |

|  | Unknown route-map component "dSTR" | Unknown route-map component "exdSTR+l" | Unknown route-map component "exCONTfq" |

| Unknown route-map component "vSTR-KHSTxa" |

| Unknown route-map component "vSTR-HST" |

| Unknown route-map component "vSTR-HST" |

| Unknown route-map component "SPLe" |

| Station on track |

| 7 |
| 0 |

| Stop on track |

| Stop on track |

|  | Unknown route-map component "ABZg+l" | Unknown route-map component "CONTfq" |

| Station on track |

| Unknown route-map component "SKRZ-Au" |

| Unknown route-map component "hbKRZWae" |

| Unknown route-map component "exdCONTgq" | Unknown route-map component "exdSTR+r" | Unknown route-map component "dSTR" | Unknown route-map component "d" | Unknown route-map component "d" |

| Unknown route-map component "d" | Unknown route-map component "exdHST-L" | Unknown route-map component "dHST-R" |  |

| Unknown route-map component "d" | Unknown route-map component "exdSTR" | Unknown route-map component "dDST" |  |

| Unknown route-map component "d" | Unknown route-map component "exdHST-L" | Unknown route-map component "dHST-R" |  |

| Unknown route-map component "d" | Unknown route-map component "exdHST-L" | Unknown route-map component "dHST-R" |  |

| Unknown route-map component "d" | Unknown route-map component "exdHST" | Unknown route-map component "dHST" |  |

| Unknown route-map component "exdCONTgq" | Unknown route-map component "exdSTRr" | Unknown route-map component "dSTR" |  |

| Station on track |

| Unknown route-map component "CONTgq" | Junction both to and from right |  |

| Station on track |

| Continuation forward |